# Socjalistyczna Partia Postępu
Socjalistyczna Partia Postępu (fr. Parti socialiste progressiste, arab. الحزب التقدمي الاشتراكي, al-hizb al-taqadummi al-ishtiraki) – lewicowa libańska partia polityczna, oficjalnie laicka, praktycznie partia druzów. Partia została założona przez Kamala Dżumblatta 5 stycznia 1949 i zarejestrowana 17 marca tego samego roku. W okresie libańskiej wojny domowej należała do antyrządowego, lewicowego Libańskiego Ruchu Narodowego. Obecnie jej liderem jest Walid Dżumblatt.
W wyborach parlamentarnych w 2005 roku SPP weszła w skład Sojuszu 14 Marca i zdobyła w nich 16 ze 128 miejsc w libańskim Zgromadzeniu Narodowym. Natomiast po ostatnich wyborach wchodzi z 10 deputowanymi do samodzielnego bloku parlamentarnego, Zgromadzenie Demokratyczne.